# Большой Кияик
Большо́й Кия́ик — деревня в Завьяловском районе Удмуртии России. Входит в состав муниципального образования Кияикское сельское поселение.

## География
Расположена в центральной части республики, на западе района, у административной границы с Увинским районом, в пределах Можгинской возвышенности, на реке Кияик, в 33 км к северо-западу от центра Ижевска.
Уличная сеть
- Мира улица
- Новая улица
- Садовая улица
- Советская улица

## История
До революции входил в состав Сарапульского уезда Вятской губернии. По данным десятой ревизии в 1859 году в 27 дворах казённого починка Кияик при реке Кияике проживало 280 человек, работало 2 мельницы и 3 кузницы.
При образовании Вотской АО, вошёл в состав Люкского сельсовета. В 1925 году образовывается Большекияикский сельсовет с центром в Большом Кияике. В 1964 году Большекияикский сельсовет вновь присоединяется к Люкскому. При образовании Кияикского сельсовета, Большой Кияик включается в его состав.
В 1871 году в Кияике был построен деревянный Богородицкий храм, в 1932 году закрытый и перевезённый в село Люк.

## Население
| 2010 | 2012 |
| ---- | ---- |
| 233  | ↗384 |

## Известные уроженцы, жители
Александр Гаврилович Глухих (16 января 1932, д. Большой Кияик Ижевского района Удмуртской АССР — 3 сентября 2014, Харьков) — художник.

## Инфраструктура
В деревне располагается ФКУ «Колония-поселение № 11 УФСИН России по Удмуртской Республике».
Социальная сфера
В Большом Кияике работала МОУ «Кияикская основная общеобразовательная школа» (в 2008 году перенесена на станцию Кияик), детский сад. В деревне работает танцевальный коллектив «Росинка». В его состав входят ученики МОУ «Кияикской основной общеобразовательной школы». Они исполняют народные танцы, в основном русские. В 2008 году коллектив принимал активное участие в проведении 450-летия вхождения Удмуртии в состав Российского государства.

## Транспорт
Автомобильный и железнодорожный транспорт. Ближайшая железнодорожная станция Кияик находится в селе Кияик примерно в 5 километрах к югу.